# ゴールドラッシュ

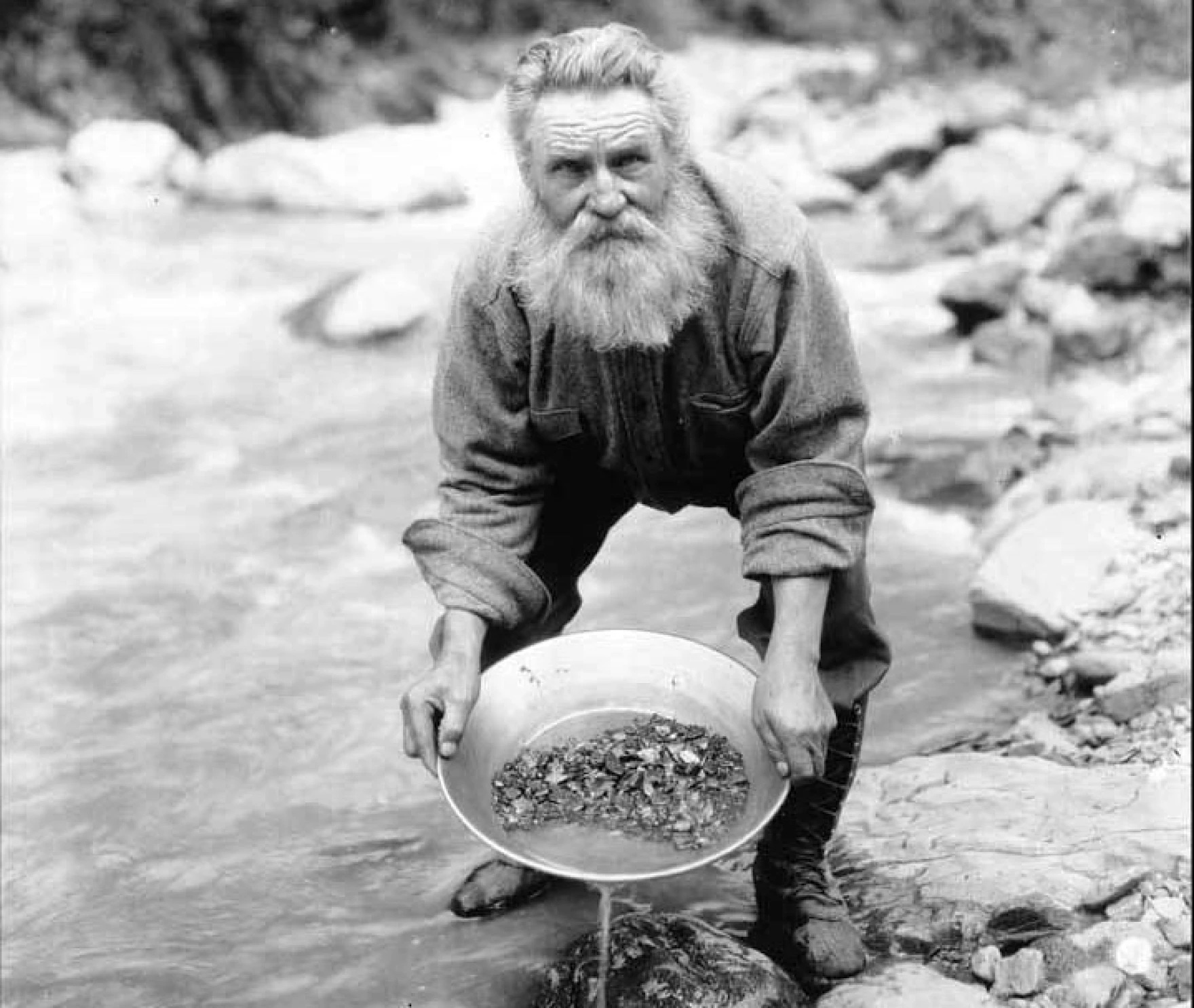
アラスカのクロンダイク・ゴールドラッシュにて、盆を使って選鉱するサワードウ（熟練金探求者）

ゴールドラッシュ（英語: gold rush）とは、新しく金が発見された地へ、金脈を探し当てて一攫千金を狙う採掘者が殺到することである。
狭義では、1848年ごろにアメリカ合衆国カリフォルニア州で起きたカリフォルニア・ゴールドラッシュを指すが、ゴールドラッシュという言葉が現れたのは1870年代半ば以降である。
一連のゴールドラッシュは世界のマネーサプライを急増させた。フランス銀行の発券高は1850年の4億5千万フランから1870年に15億5千万フランとなった。プロイセン銀行の方は1850年に1837万ターラーだったのが1870年には1億6326ターラーに達した。金準備の増加は中央銀行の再割引も促進した。イングランド銀行の場合、1847年10月の830万ポンドが1852年の第3・4半期平均で2180万ポンドに増えた。フランス銀行の場合は増加率が5倍近く、1847年の1億2260万フランから1852年の5億8480万フランにまで膨れた。

## 各地のゴールドラッシュ

### ブラジル
ポルトガル帝国植民地での1690年のブラジル・ゴールドラッシュでは、40万人のポルトガル人と50万人の奴隷が鉱業地帯に移住した（ポルトガル語版）。アマゾン奥地に多くの採掘人（ガリンペイロ）も流入した。
1817年にはクイアバ・ゴールドラッシュがあり、2000年代以降も奥地の金鉱では一攫千金を夢見て過酷な生活・労働環境下で働く金鉱採掘人がいる。詳しくはGarimpoを参照。

### オーストラリア
オーストラリアでのゴールドラッシュは、19世紀後半に複数回発生している。著名なものとしては1851年に発生したニューサウスウェールズ州とビクトリア州のもの、1890年代の西オーストラリア州のものが上げられる。
- 1851年 ニューサウスウェールズ州のゴールドラッシュ（英語版）
- 1851年 ビクトリア州のゴールドラッシュ（英語版）
- 1890年代 西オーストラリア州のゴールドラッシュ（英語版）

### ニュージーランド
ニュージーランドでは、1861年にオタゴ地方でゴールドラッシュが発生した。1864年には、ウェスト・コースト地方でも発生している。
- 1861年 オタゴ地方のゴールドラッシュ（英語版）
- 1864年 ウェスト・コースト地方のゴールドラッシュ（英語版）

### カナダ
カナダでは、1896年にクロンダイク地方でゴールドラッシュが発生した。
- 1896年 クロンダイク・ゴールドラッシュ

### アメリカ合衆国

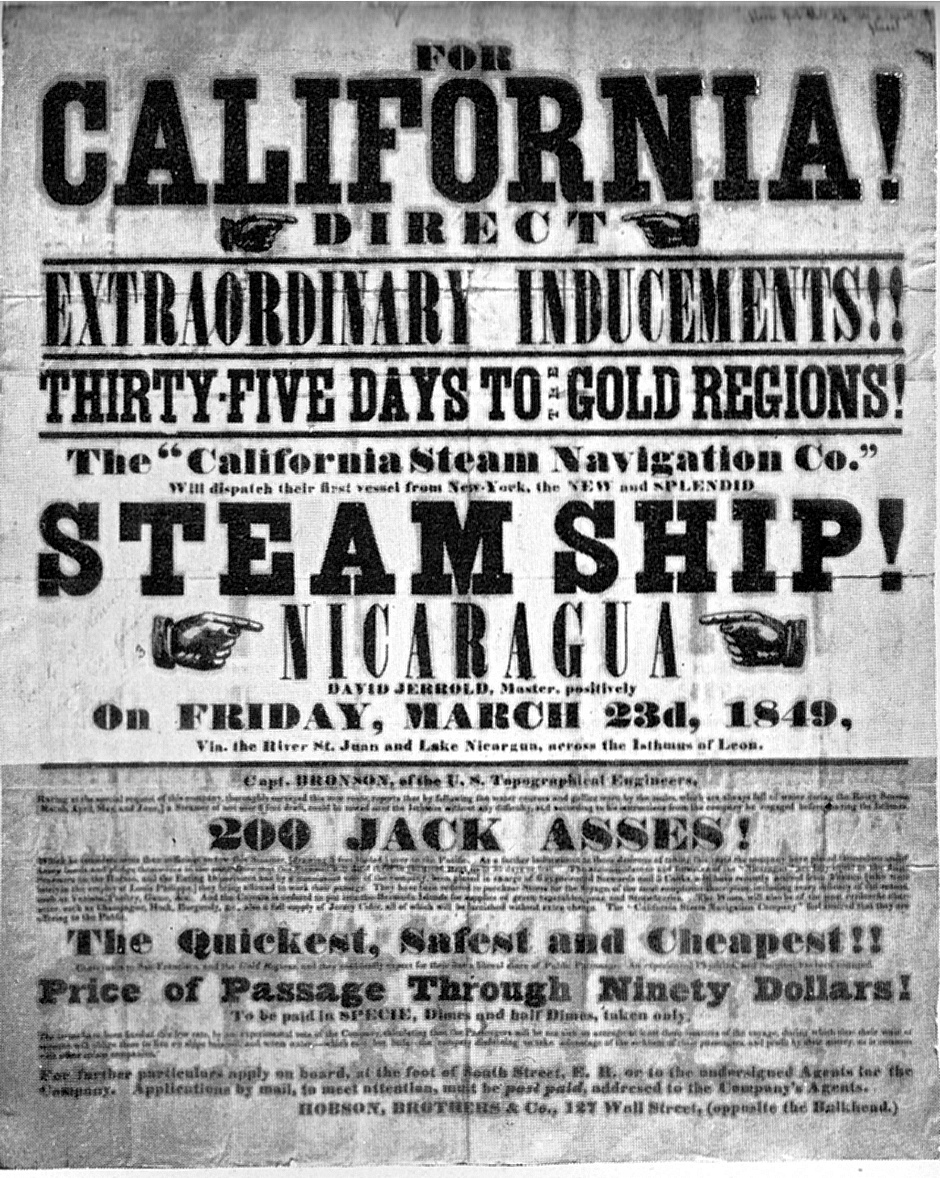
カリフォルニア・ゴールドラッシュ当時の採鉱者を運ぶ船の宣伝

アメリカ合衆国では、1799年にノースカロライナ州カバラス郡にある後のリード金鉱で発生したものが最初のゴールドラッシュとされている。30年後にはジョージア州でも発生、1848年には特に有名なカリフォルニア・ゴールドラッシュがこれに続いた。その後、アラスカ州で数回のゴールドラッシュ（ノーム、フェアバンクス）が発生している。
- 1799年 リード金鉱（英語版）
- 1829年 ジョージア州のゴールドラッシュ（英語版）
- 1848年 カリフォルニア・ゴールドラッシュ
- 1899年 ノーム・ゴールドラッシュ（英語版）
- 1900年代 フェアバンクス・ゴールドラッシュ（英語版）

### チリ
チリのティエラ・デル・フエゴでは、1883年からゴールドラッシュが発生しているが、1884年にビルヘネス岬で座礁したフランスの蒸気船アークティキ（Arctique）の救助に向かった部隊が、付近で金を発見した事によるとされることもある。
- 1883年 ティエラ・デル・フエゴのゴールドラッシュ（英語版）

### 南アフリカ共和国
南アフリカ共和国では、1886年当時トランスヴァール共和国であったウィットウォーターズランドで金鉱が発生された。
その後1899年に、国内でダイヤモンドが見つかっていた当時のオレンジ自由国と同盟を組みイギリス帝国（ケープ植民地）側と戦うボーア戦争へ向かった。
当時最新の方法であったマッカーサー＝フォレスト法が、低品位金鉱石からの抽出に利用されていた。
- 1883年 ウィットウォーターズランド・ゴールドラッシュ（英語版）

## 文化

### 比喩
転じて、金に投機が集中すること、または比喩的に何らかの投機的なものに人気が殺到することが「○○ラッシュ」と呼ばれる。